# Reidun Seth
Pour les articles homonymes, voir Seth (homonymie).
Reidun Seth  est une footballeuse internationale norvégienne née le 9 juin 1966. Elle joue au poste de gardienne de but durant sa carrière.
Avec l'équipe de Norvège, Reidun Seth remporte la Coupe du monde 1995 et une médaille de bronze olympique en 1996. 

## Biographie

### En club
Reidun Seth joue pour de nombreux clubs en Norvège et en Suède : l'IL Jardar (en), le GAIS, le Trollhättans IF (en) et le Nymark IL (en), l'Öxabäcks IF , l'IL Sandviken et Arna-Bjørnar. 

### En sélection
Seth dispute avec l'équipe nationale de Norvège la Coupe du monde 1995 en Suède : elle est la gardienne titulaire lors du tournoi. En finale, la Norvège s'incline face aux États-Unis sur le score de 1-2.
En 1991, la même année lors de l'Euro 1991, elle dispute quatre matchs dont la finale perdue contre l'Allemagne.
En 1993, elle est sacrée championne d'Europe en remportant l'Euro 1993. Seth garde ses cages inviolées contre l'Italie en finale (victoire 1-0).
Elle dispute également l'Euro 1995 : cette fois-ci la Norvège s'arrête en demi-finale. 
Elle est sélectionnée pour participer à la Coupe du monde 1995. Cantonnée à un rôle de remplaçante, elle ne dispute aucune rencontre lors du sacre de la Norvège en tant que championne du monde.
Elle fait partie du groupe norvégien participant au tournoi olympique de football féminin aux Jeux olympiques d'Atlanta en 1996. Elle est remplaçante durant le tournoi, l'équipe norvégienne remporte la médaille de bronze.

### Après carrière
Seth occupe le poste d'entraîneure des gardiennes d'Arna-Bjørnar.